# Le tueur frappe trois fois
Pour plus de détails, voir Fiche technique et Distribution.
Le tueur frappe trois fois (La morte non ha sesso) est un giallo italo-allemand, réalisé par Massimo Dallamano, sorti en 1968, avec John Mills, Luciana Paluzzi et Robert Hoffmann dans les rôles principaux.

## Synopsis
L’inspecteur Franz Bulon (John Mills) dirige la brigade des stupéfiants de la police de Hambourg. Il soupçonne sa femme, Lisa (Luciana Paluzzi), une ex-voleuse, de poursuivre ses activités criminelles. Incapable de la confondre, il propose un échange à Max Lindt (Robert Hoffmann), un tueur à gages qu'il vient d'arrêter. Contre sa remise en liberté, il doit supprimer Lisa.

## Fiche technique
- Titre : Le tueur frappe trois fois
- Titre original : La morte non ha sesso
- Réalisation : Massimo Dallamano
- Scénario : Giuseppe Belli, Massimo Dallamano et Vittoriano Petrilli
- Photographie : Angelo Lotti
- Musique : Giovanni Fusco et Gian Franco Reverberi
- Montage : Daniele Alabiso
- Direction artistique : Giuseppe Bassan et Hans Hutter
- Production : Giancarlo Marchetti
- Société(s) de production : Filmes Cinematografica, PAN Film et Top-Film
- Société(s) de distribution : Titanus
- Pays d'origine :  Italie et  Allemagne de l'Ouest
- Genre : Giallo, film policier
- Durée : 95 minutes
- Dates de sortie :
  -  Italie : 11 août 1968
  -  France : 6 janvier 1971

## Distribution
- John Mills: inspecteur Franz Bulon
- Luciana Paluzzi : Lisa
- Robert Hoffmann : Max Lindt
- Renate Kasché (en) : Marianne
- Tullio Altamura (it) : Ostermeyer
- Carlo Hinterman (en) : Mansfeld
- Enzo Fiermonte : Siegert
- Loris Bazzocchi (it) : Kruger
- Jimmy il Fenomeno
- Paola Natale
- Mirella Pamphili
- Vanna Polverosi : Ursula
- Rodolfo Licari : Olaf
- Bernardino Solitari : Muller
- Carlo Spadoni : Eric
- Giuseppe Terranova : Rabbit
- Robert Van Daalen : Dr. Gross